# M 109 (галактика)
Messier 109 (англ. M 109, NGC 3992, рус. Мессье 109, другие обозначения — NGC 3992, UGC 6937, MCG 9-20-44, ZWG 269.23, IRAS11549+5339, PGC 37617) — галактика в созвездии Большая Медведица.
Этот объект входит в число перечисленных в оригинальной редакции «Нового общего каталога».
В галактике вспыхнула сверхновая SN 1956A, её пиковая видимая звездная величина составила 12,3.
Галактика NGC 3992 входит в состав группы галактик M109. Помимо NGC 3992 в группу также входят ещё 42 галактики.

## История
Галактика была открыта Пьером Мешеном 12 марта 1781 года. Немного спустя (в 1783 году) Шарль Мессье включил её в свой каталог в качестве 109-го объекта.

## Характеристика
Галактику можно обнаружить близ звезды γ Большой Медведицы, её центральную часть можно увидеть в слабые телескопы. По своей морфологии она относится к типу спиральных галактик с баром (перемычкой)
Галактика имеет 3, известных спутника:
- UGC 6923
- UGC 6940
- UGC 6969

## Группа галактик NGC 3992
M109 (NGC 3992) входит в группу галактик с одноимённым названием. Эта группа объединяет в себе 74 галактики, находящиеся в созвездии Большой Медведицы. Галактика M109 является самым ярким объектом в этой группе со звёздной величиной 10,6m.

### Фотографии некоторых объектов группы

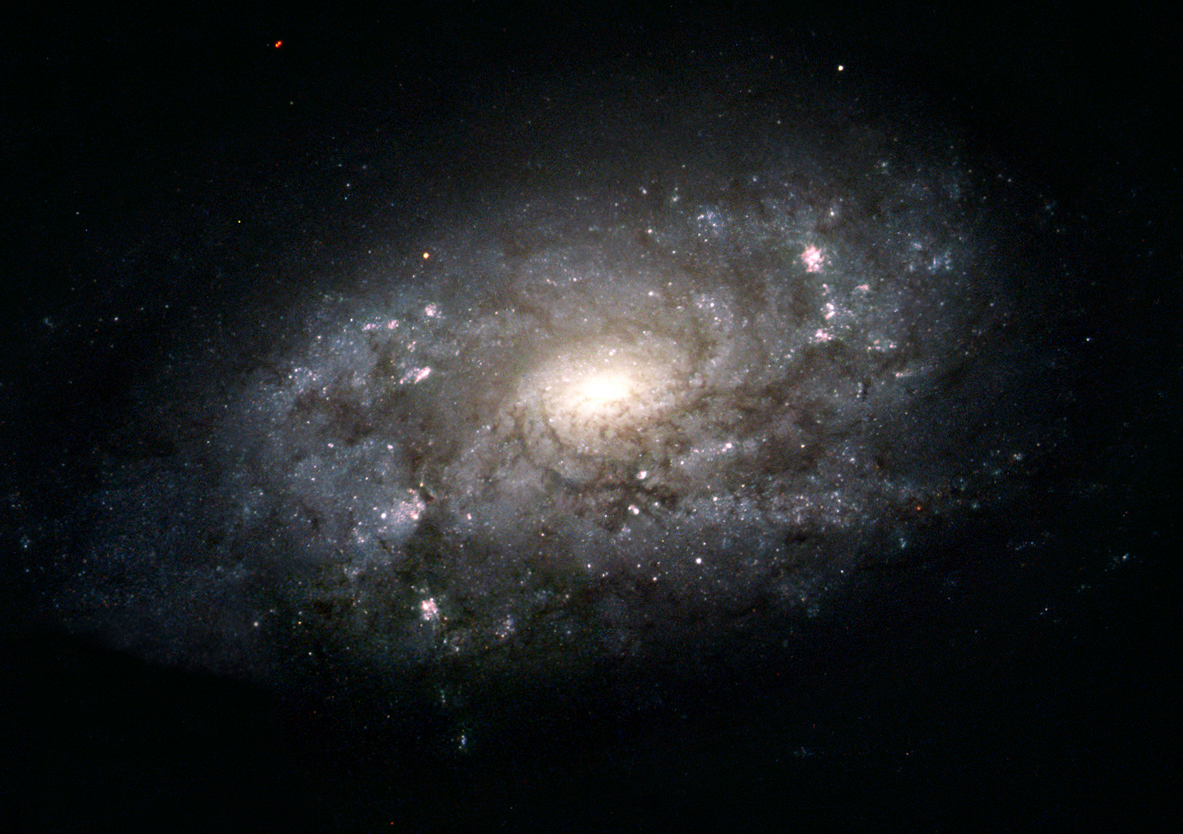
NGC 3949, снимок космического телескопа Хаббл
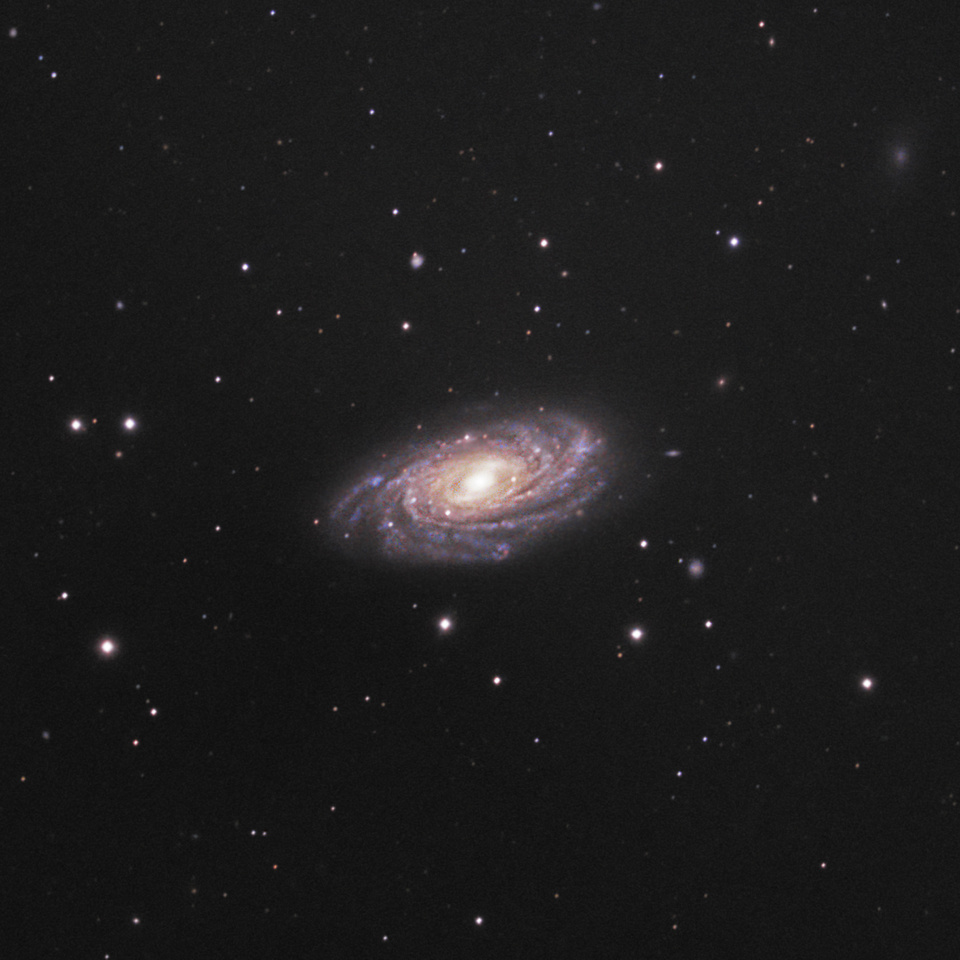
NGC 3953
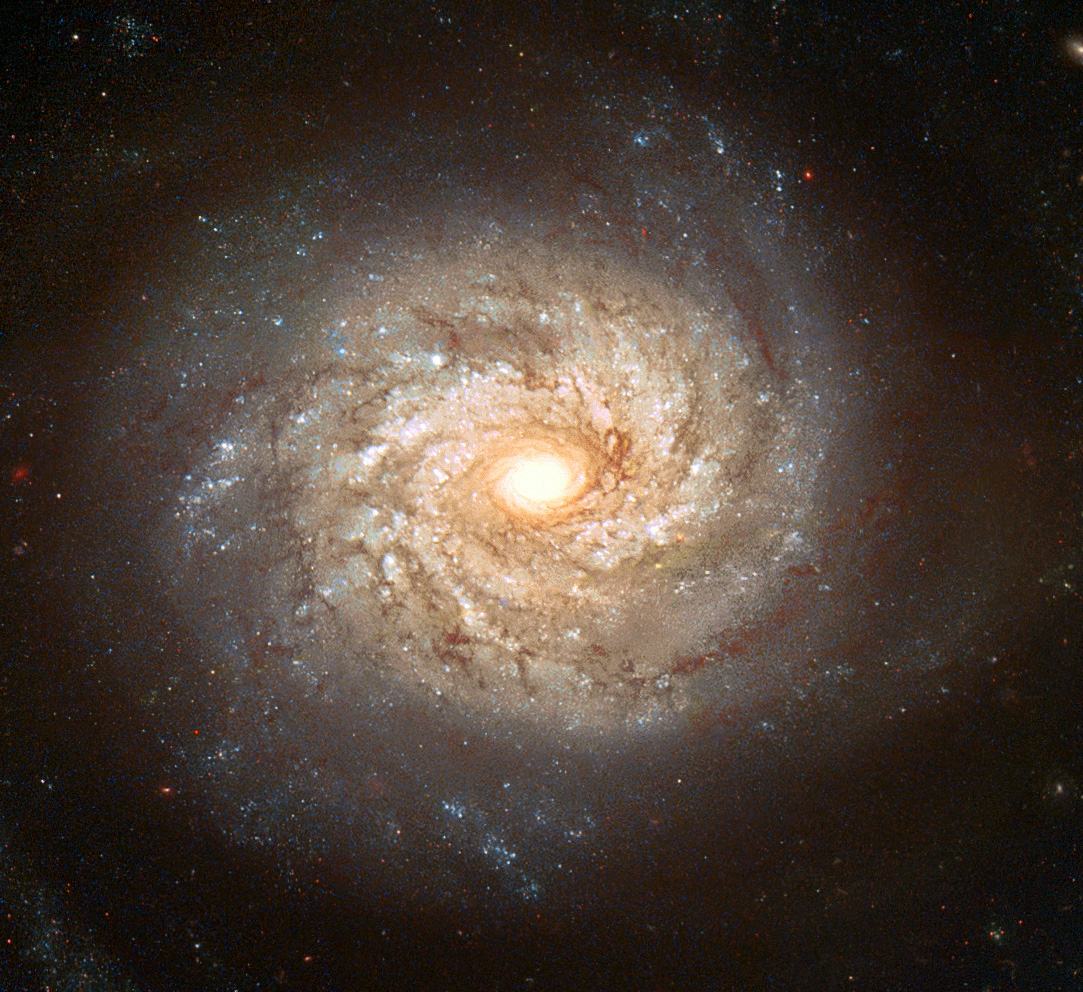
NGC 3982, снимок космического телескопа Хаббл
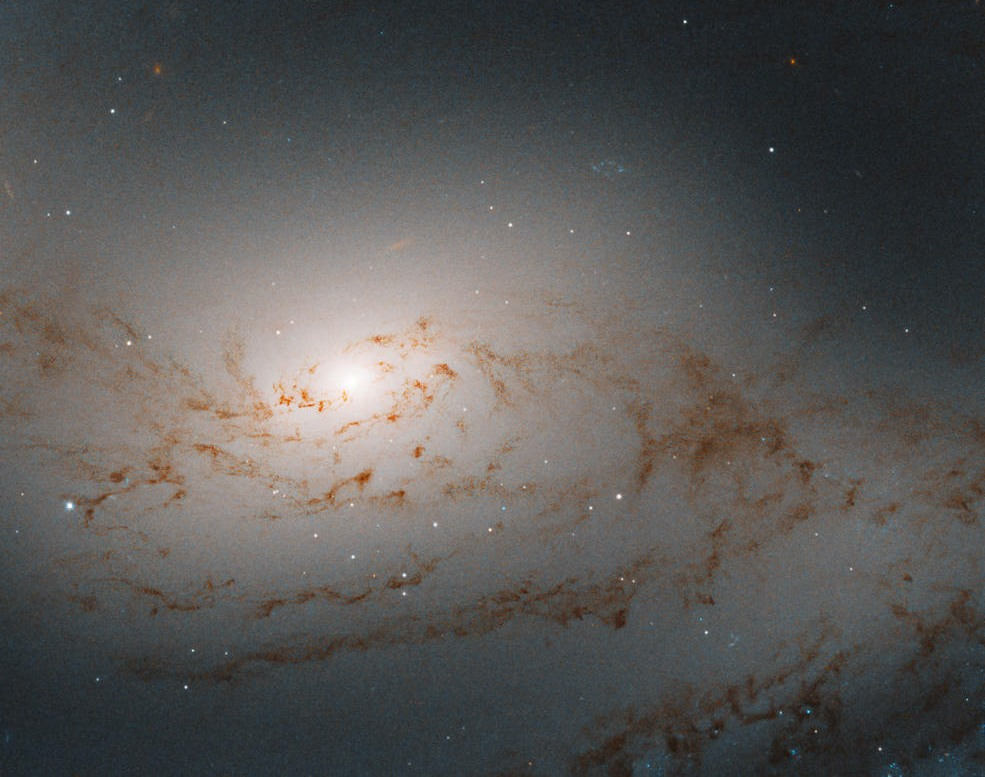
Ядро галактики M109, снимок космического телескопа Хаббл, полученный широкоугольной камерой 3
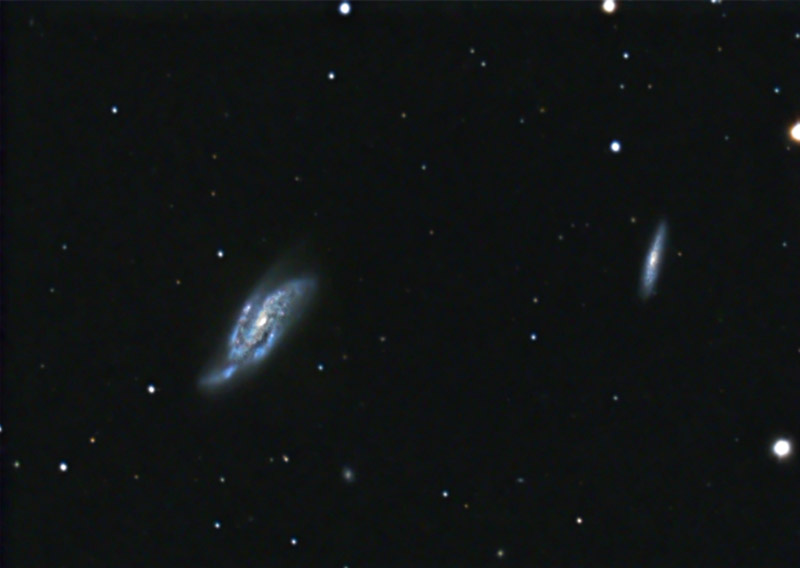
NGC 4088 слева, NGC 4085 справа

## События
В марте 1956 года в галактике M109 можно было наблюдать взрыв сверхновой, которая имела звёздную величину 12.8, и в дальнейшем достигла своего максимум и имела звёздную величину 12.3.